# Провулок Уборевича
Провулок Уборевича — зниклий провулок, що існував у Дніпровському районі (на той час — Дарницькому) міста Києва, місцевість Микільська слобідка. Пролягав від Броварського шосе до вулиці Будьонного.

## Історія
Провулок виник у 1-й половині XX століття, мав назву вулиця Крупської, на честь радянського державного діяча Надії Крупської. У 1941–1943 роках — Чорнобильська вулиця. У повоєнну добу, ймовірно, у 1950-х роках, перейменований у провулок Будьонного, на честь радянського воєначальника Маршала Радянського Союзу Семена Будьонного. Назву провулок Уборевича, на честь радянського військового діяча командарма Ієроніма Уборевича, набув 1962 року.
Ліквідований 1971 року у зв'язку зі знесенням старої забудови.